# Villayerno Morquillas
Villayerno Morquillas község Spanyolországban, Burgos tartományban. Villayerno Morquillas Burgos, Quintanilla Vivar, Valle de las Navas és Hurones községekkel határos. Lakosainak száma 205 fő (2024).

## Népesség
A település népessége az utóbbi években az alábbiak szerint változott:
| Lakosok száma | 167  | 191  | 185  | 215  | 219  | 213  | 200  | 186  | 209  | 205  |
|               | 2001 | 2004 | 2006 | 2009 | 2011 | 2014 | 2016 | 2019 | 2021 | 2024 |